# حدیث رأیت

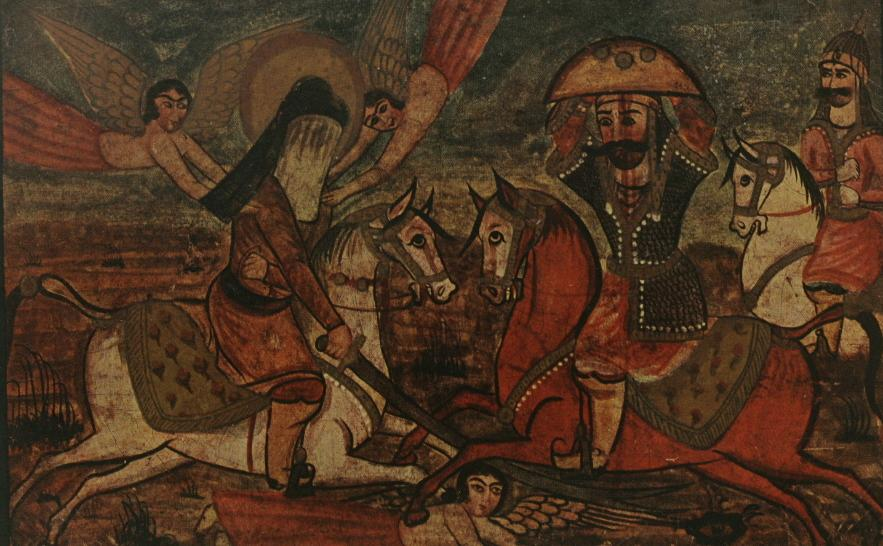
علی بن ابی‌طالب در حال نبرد با مرحب یهودی در جنگ خیبر (جبرئیل و میکائیل در فرشته الهی در دو سمت علی بن ابی‌طالب و اشاره به حدیث رأیت)

حدیث رأیت یا حدیث رأیت خیبر، روایتی است از محمد پیامبر اسلام در وصف علی بن ابی طالب که شیعیان آن را دلیلی بر برتری علی بن ابی‌طالب بر دیگر صحابه محمد می‌دانند. این حدیث علاوه بر منابع شیعی، در بسیاری از منابع اهل سنت از جمله صحیح بخاری، مسند احمد بن حنبل، صحیح مسلم و سنن نسائی و ابن ماجه نقل شده‌است.

## مقدمه
در جنگ خیبر و با محاصره قلعه یهودیان، جنگ بین جبهه اسلام و یهود بالا گرفت و کار به درازا کشید، در حملاتی که مسلمانان به قلعه خیبر داشتند، هیچ پیروزی و پیشرفتی برای مسلمانان حاصل نمی‌شد؛ بنابر آنچه طبری در تاریخ خود نقل می‌کند، مسلمانان یک مرتبه به فرماندهی عمربن خطاب، و مرتبه دیگر به فرماندهی ابوبکر، به قلعه حمله کردند اما فرمانده نظامی قلعه که مرحب نام داشت، لشکریان مسلمان را شکست داده و سبب فرار آنان شد. پس از آنکه لشکر اسلام برای دومین بار و با شکست بازگشتند، محمد در خطبه‌ای، حدیث رأیت را خوانده و روز بعد علی بن ابی‌طالب را به فرماندهی لشکریان مسلمان به جنگ با مرحب فرستاد؛ با کشته شدن مرحب یهودی به دست علی بن ابی‌طالب، پیروزی‌های دیگری برای مسلمانان رخ داد که سبب شد تا خیبر به دست مسلمانان فتح گردد.

## متن روایت
در متن این روایت، در بین نقل کنندگان آن اختلافاتی جزئی در الفاظ وجود دارد. آورده‌اند که در فتح خیبر، پس از آنکه پیامبر اسلام چندین مرتبه و هر بار یکی از صحابه خود را به فتح خیبر فرستاد و آنها مأیوس از فتح بازگشتند، چنین گفت:
«لأعطینَّ الرایة غداً رجُلا یحبّ الله ورسوله ویُحبّه الله ورسوله کرَّار غیر فرَّار یفتح الله علیه، جَبرئیل عن یمینه ومیکائیل عن یساره». فبات المسلمون کلّهم یَستشرفون لذلک، فلمّا أصبَحَ قال: «أین علی بن أبی طالب؟» قالوا: أَرمد العین. قال: «آتونی به»، فلمّا أتاه قال رسول‌الله: «ادنُ منّی». فدَنی منه فتفل فی عینیه ومسحهما بیده فقام علی بن أبی طالب من بین یدیه وکأنهُ لم یرمَد، وأعطاه الرایة، فقَتَل مرحب وأخذ مدینة خیبر.
ترجمه:
«فردا پرچم (رایة) را به کسی خواهم داد که خدا و رسولش را دوست دارد و خدا و رسولش نیز او را دوست می‌دارند، حمله کننده‌ایست که فرار نخواهد کرد و خداوند برایش فتح را خواهد آورد، جبرئیل از سمت راست او و میکائیل از سمت چپ او وی را همراهی خواهند کرد». مسلمانان از این سخن به تعجب آمدند، وقتی صبح شد، پیامبر اسلام گفت: «کجای است علی بن ابی طالب» گفتند که چشمش به درد افتاده‌است. محمد گفت: «او را به پیش من بیاورید»، وقتی علی بن ابی طالب آمد، محمد گفت: «نزد من آی». علی بن ابی طالب نزد محمد رفت و محمد از آب دهان خود به چشم او زده و با دست چشمانش را مالید. با این کار، چشم درد علی تسکین پیدا کرد و محمد پرچم را به او سپرد و علی توانست با قتل مرحب، قلعه خیبر را فتح کند.

### منابع سنی

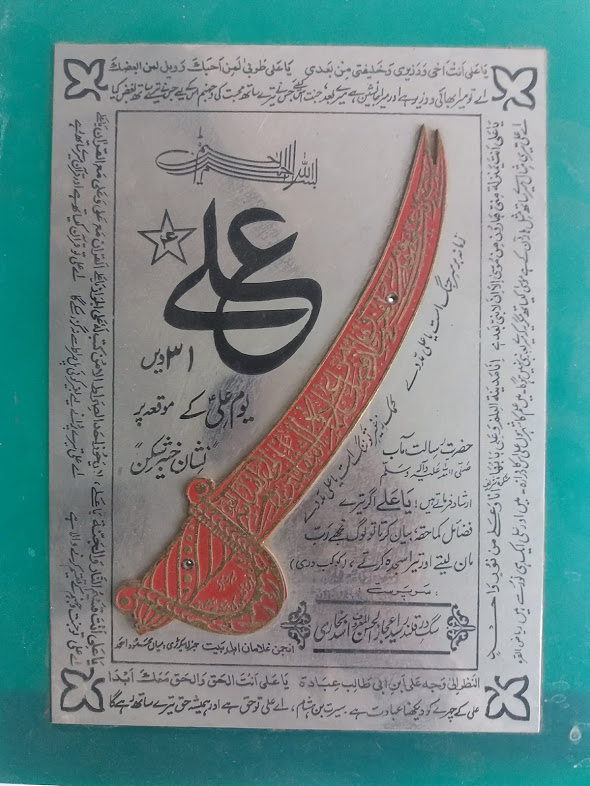
نشان خیبر شکن